# 烏盧巴特
烏盧巴特（土耳其語：Uluabat）是一座位於今日土耳其西北部布爾薩省卡拉賈貝伊附近的小鎮。烏盧巴特在拜占庭帝国時期被稱為洛帕迪翁，拉丁化作洛帕迪烏姆（Lopadium）。

## 歷史
僧侶斯圖狄奧斯修道院的狄奧多爾在他所寫的一封信件中首次提到洛帕迪翁最早為位於林達庫斯河河岸旁的一間商隊驛站。到了11世紀後期，洛帕迪翁逐漸發展成繁榮的集镇 。在公元4世紀時期當地蓋有一座君士坦丁橋，橋梁連結了馬摩拉海沿岸都市基齐库斯深入小亞細亞內陸的道路，洛帕迪翁由此成為具有相當戰略價值的城市，特別是在11至12世紀科穆宁王朝與塞爾柱王朝的一系列戰役中，當時的拜占庭皇帝阿歷克塞一世多次率領大軍與塞爾柱人在洛帕迪翁一帶交戰。1130年，阿歷克塞一世的繼任者約翰二世在當地建立起一座宏偉的堡壘，使洛帕迪翁成為拜占庭帝國對抗塞爾柱王朝分支魯姆蘇丹國的重要據點。同一時期，洛帕迪翁亦是東正教在亞洲地區設立的教區之一。1147年，參與第二次十字军东征的法蘭西和日耳曼人的軍隊在洛帕迪翁會合。
當拜占庭帝國的首都君士坦丁堡於1204年第四次十字军东征的君士坦丁堡之圍中陷落後，洛帕迪翁也在林達庫斯河戰役後被獲勝的拉丁帝国於1211年到大約1220年間短暫佔領。尼西亚帝国日後成功地收復洛帕迪翁，城市此後由拜占庭人掌控直至1335年被鄂圖曼帝國佔領為止。於1403年的3月至5月鄂圖曼帝國大空位期期間，該地區成為穆罕默德一世與其兄弟伊薩·切萊比兩人內戰的地點，最終穆罕默德一世在烏盧巴特戰役中擊敗伊薩·切萊比，順利鞏固他對鄂圖曼帝國在亞洲領土核心地帶布尔萨周圍的控制權。1422年1月，穆罕默德一世之子穆拉德二世和他的叔叔穆斯塔法·切萊比在烏盧巴特一帶相互對峙，直到穆拉德二世策動艾登的朱奈德與其他原本穆斯塔法·切萊比的支持者們反叛後，迫使穆斯塔法·切萊比撤回歐洲，不久便被穆拉德二世的軍隊逮捕並處決。